# Isoetaceae
Isoetaceae, biljna porodica, danas je jedini živi predstavnik u redu Isoetales, dio razreda Lycopodiopsida. Jedini živi rod u porodici je Isoetes.
Vrsta Isoetes reticulata Hill 1987, je fosilna

## Opći opis
Porodica črnovki od oko 250 vrsta su besjemene vaskularne biljke iz reda Isoetales. Črnovke su jedini postojeći članovi reda i obično se svrstavaju u jedan rod, Isoetes (također se piše Isoëtes). Biljke su vodene ili poluvodene, a većina ih je porijeklom iz močvarnih, hladnijih dijelova Sjeverne Amerike i Euroazije.

## Fizički opis
Črnovke su zeljaste biljke koje nose spore i imaju travnato klasovito lišće. Spiralno raspoređeni tobolasti listovi podijeljeni su u okomite nizove šupljina koje su povezane u jednu središnju provodnu nit. Listovi se uzdižu iz korijena ili gomoljaste baze, s korijenjem ispod. Veliki vrećasti okrugli do duguljasti sporangij udubljen je u jamicu na unutarnjoj površini svake baze lista, gdje se također pojavljuje mala tanka struktura poznata kao ligula. Većina vrsta raste uronjena u slatku vodu cijelu ili dio godine. Kopnene vrste imaju tendenciju rasti u sezonski vlažnim staništima, a biljke umiru do korijena kada se tlo osuši.

## Glavne vrste
Taksonomija vrsta črnovki bila je zamagljena mnogo godina prije nego što je prepoznat fenomen interspecifične hibridizacije. Postoje brojni sterilni hibridi s neuspjelim sporama, a u nekim slučajevima ti su hibridi ponovno stekli plodnost kroz proces udvostručenja kromosoma. Kao rezultat toga, ove su se biljke razmnožile kao reproduktivno kompetentne poliploidne vrste. Godine 2016. Pteridophyte Phylogeny Group, neformalna skupina taksonomista iz cijelog svijeta, objavila je svoj prvi taksonomski konsenzus poznat kao PPG I, koji prepoznaje oko 250 vrsta.
Uobičajena črnovka Euroazije (Isoetes lacustris) i vrlo slične sjevernoameričke vrste (I. macrospora) vodene su. Njihovi kruti tamnozeleni zakrivljeni šiljasti listovi rastu oko zrnatog korijena. „Talijanska črnovka” (I. malinverniana) ima duže spiralne listove koji plutaju na površini vode. „Pješčana črnovka” (I. histrix), neugledna kopnena europska vrsta, ima vrlo uske listove duge 5-7 cm (2-3 inča) koji se uvijaju prema tlu od debele bijele čupave baze.
Na Crvenom popisu ugroženih vrsta Međunarodne unije za očuvanje prirode (IUCN) brojne su črnovke navedene kao ugrožene vrste, uglavnom zbog gubitka staništa, zagađenja vode i male populacije. Među njima, nekoliko ih je kritično ugroženo, uključujući moguće izumrli I. holdreichii u Makedoniji, I. stephansenii i I. wormaldii u južnoj Africi i pijemontska črnovka (I. malinverniana) u Italiji.

## Rodovi
1. Echinosporis Krutzsch 1967 †
2. Isoetes Linnaeus, 1753
3. Isoetites G. Graf zu Münster, 1842 †
4. Nathorstianella M.F. Glaessner & V.R. Rao, 1955 †